# アシュート
アシュート(アラビア語: أسيوط 'asyūṭ アスユート、Asyut)は、ナイル川に面したエジプトの都市。人口約40万人。アシュート県の県都。エジプト中部最大の都市であり、上エジプトの中心都市である。

## 歴史
紀元前3100年ごろに人が住み始め、古代エジプト時代はジャウティと呼ばれ、すでに都市が成立していた。エジプト第一中間期には北のヘラクレオポリス（エジプト第10王朝）と南のテーベ（エジプト第11王朝）の勢力のちょうど接点に位置し、紀元前2050年ごろにヘラクレオポリス側についてテーベに攻撃を仕掛けたものの、紀元前2000年ごろにテーベに敗れ、その支配下に入った。ローマ帝国時代にはリコポリスと呼ばれるようになり、4世紀にはコプト正教会が伝来し、その中心地のひとつとなった。

## 現在
エジプト中部の農産物の集散地であり、綿花や砂糖などの取引が盛ん。アスワン～カイロ間の鉄道の中間地点に位置する。
住民の大多数はスンニ派イスラム教徒だが、エジプト最大のコプト正教会のコロニーがあり、コプト正教徒も多い。アシュート大学がある。